# Sujin (métro de Séoul)
Sujin (en coréen : 수진역) est une station de passage de la ligne 8 du métro de Séoul. Elle est située, 2204 Sujin 1-dong, dans l'arrondissement de Sujeong-gu, sur le territoire de la ville de Seongnam En Corée du Sud.

## Situation sur le réseau

Plan du réseau (2023)

## Services aux voyageurs

### Desserte

Installations
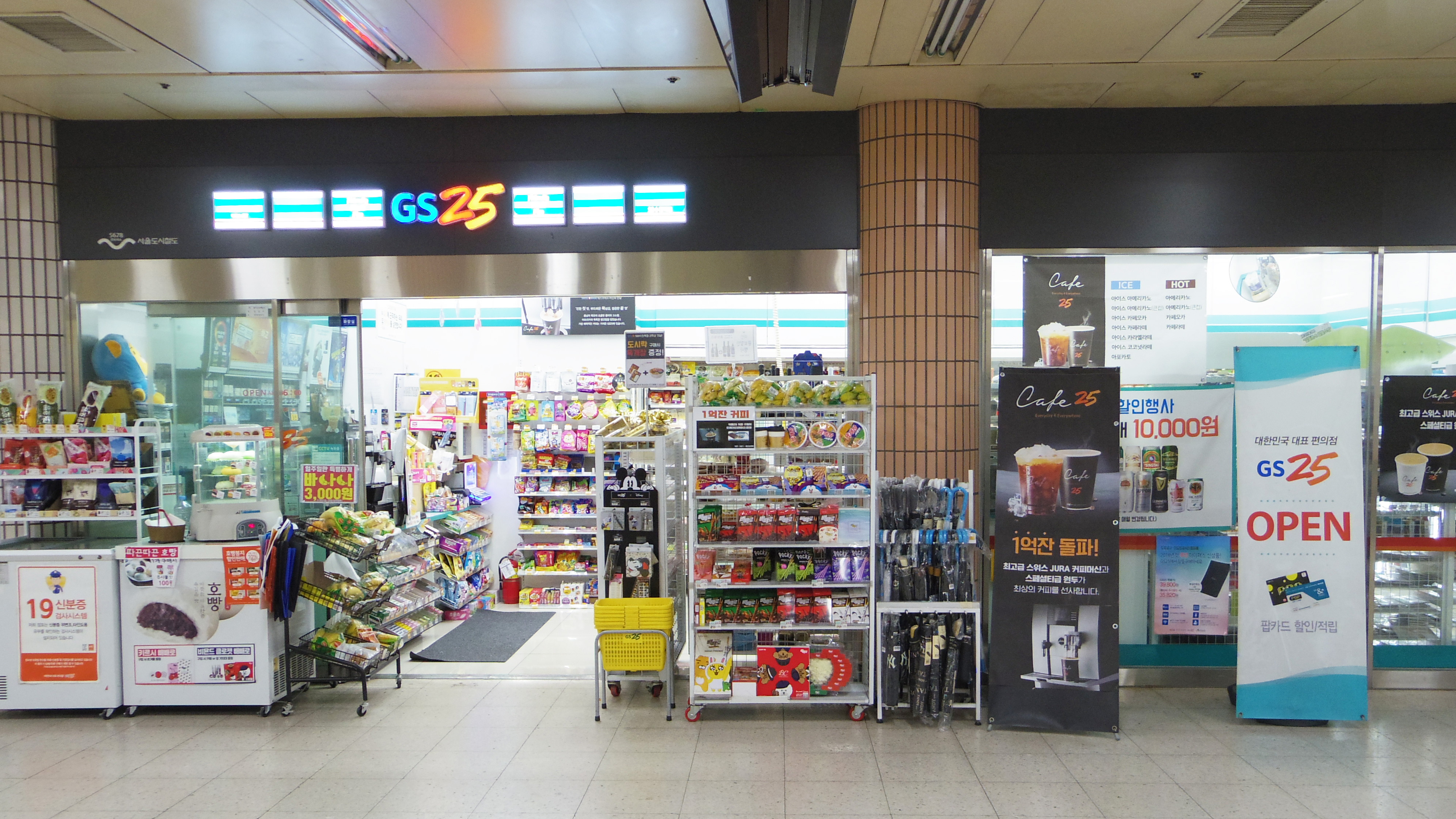
En 2018.
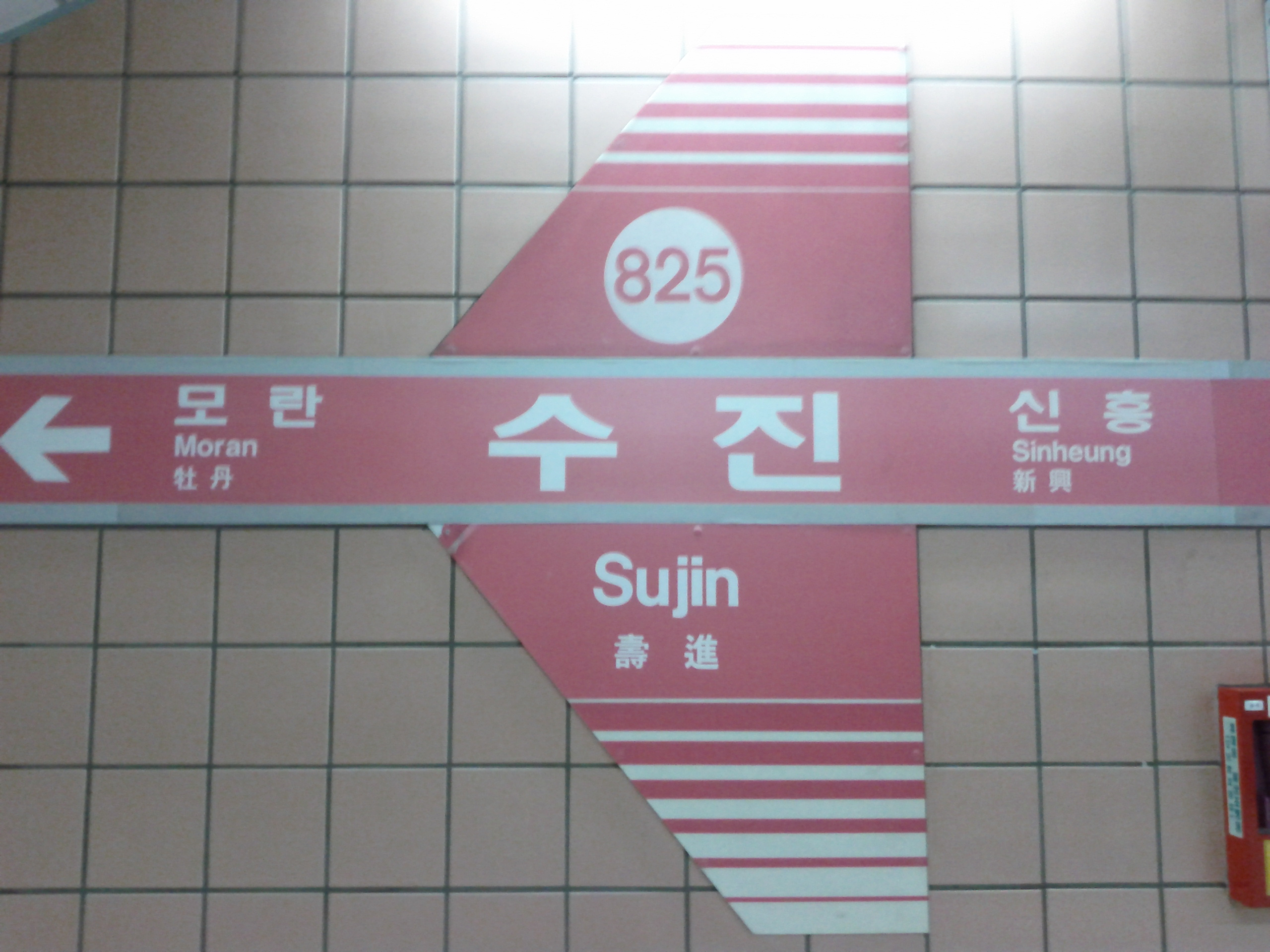
En 2011.
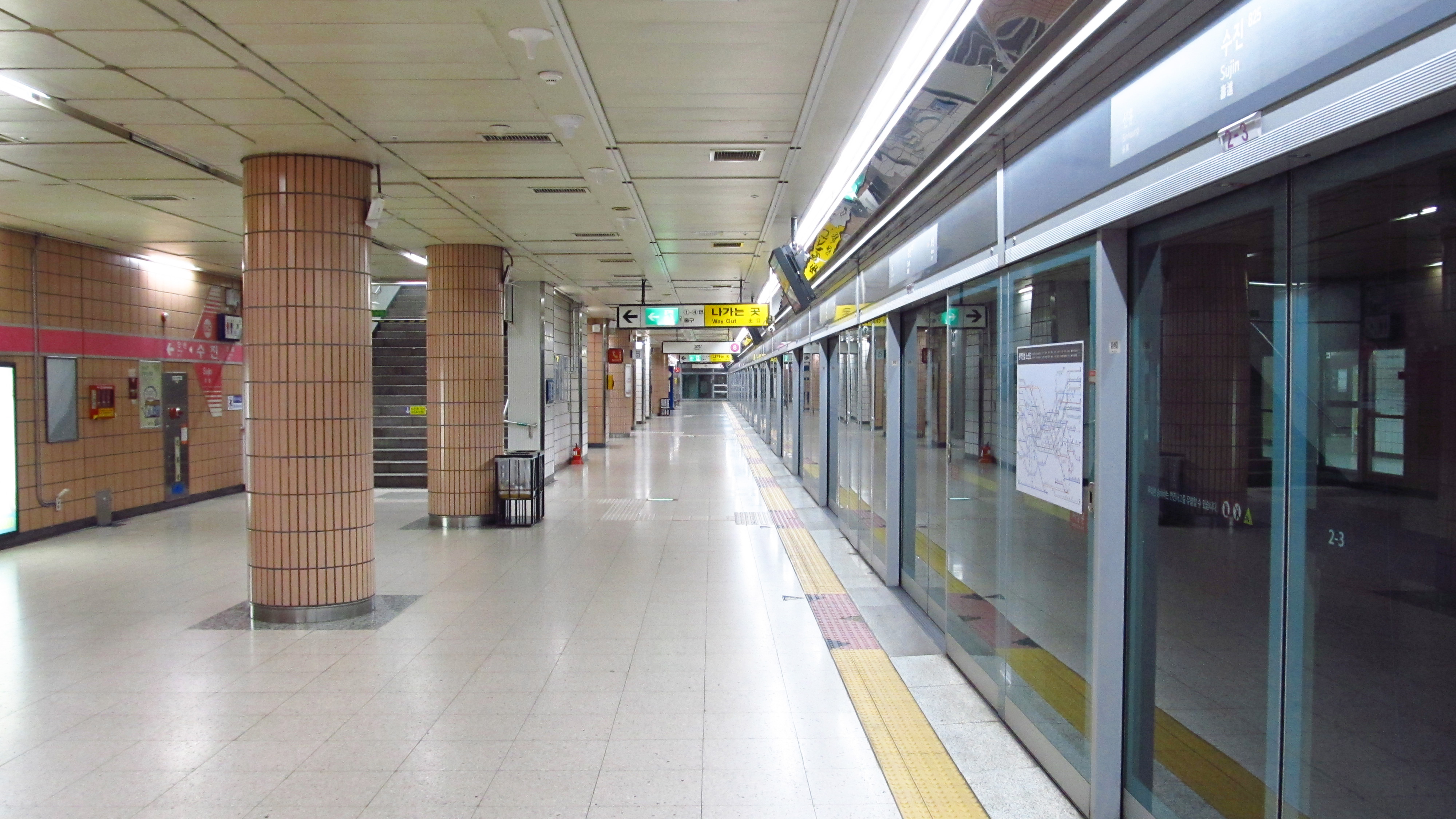
En 2018